# 塔氏深海帶魚
塔氏深海帶魚，为輻鰭魚綱鱸形目鯖亞目带鱼科的其中一種。分布於印度西太平洋區，包括南非、馬達加斯加、索馬利亞、塞席爾群島、葉門、越南、印尼、菲律賓、澳洲等海域，棲息深度在水深500至790公尺，本魚體銀色，顎與鰓蓋黑色，背鰭硬棘39至44枚；背鰭軟條88至96枚；臀鰭硬棘2枚；臀鰭軟條76至83枚；脊椎骨133至142個，體長可達77公分，屬肉食性。

## 扩展阅读
維基物種上的相關：塔氏深海帶魚